# Сава Поповић
Сава Поповић (Лужане, 23. октобар 1871 — Београд, 20. октобар 1944) био је лекар, санитетски генерал, управник Главне Војне Болнице у Београду, начелник санитета у Министарству војске и морнарице.

## Живот и рад
Сава Поповић је рођен 23. октобра 1871. године у селу Лужане, код Алексинца. Основну школу је завршио у свом селу, а гимназију у Нишу. Уписао је Филолошки одсек Велике школе у Београду. После годину дана, добио је војну стипендију на конкурсу за студије медицине. Уписао је Медицински факултет у Петрограду (Русија), али је због оштре и неподношљиве климе, после шест месеци напустио Петроград. Студије медицине је наставио у Грацу (Аустрија), где је и дипломирао.
У војну службу је ступио 1900. године, али своје усавршавање је наставио у интернистици и зубарству на клиникама и институтима у Берлину, Грацу и Минхену. Предано се посветио служби војног лекара у многим гарнизонима и на разним положајима и дужностима. Први распоред га је одвео у Моравску војну болницу у Нишу, када је приступио и Пастеровом заводу. Био је управник Привремене војне бојнице и трупни лекар гарнизона у Врању; шеф унутрашњег одељења Војне болнице у Нишу; затим, управник Привремене војне бојнице и трупни лекар гарнизона у Чачку; премештен је и постављен за шефа Унутрашњег одељења Војне болнице у Крагујевцу. У Балканским ратовима био је командир Дринске болничке чете I позива, затим референт Дринске дивизије I позива и управник Косовске сталне војне болнице у Приштини и вршилац дужности референта санитета Косовске дивизијске области. По завршетку Балканског рата демобилисан је и постављен за лекара гарнизона у Крагујевцу и наставник Хигијене у Артиљеријској подофицирској школи. За време Првог светског рата био је референт санитета Тимочке дивизије II позива, затим, референт санитета Моравске дивизије I позива, а по стварању Солунског фронта начелник санитета II армије.
После рата био је начелник санитета II Армијске области.
Главна војна болница у Београду отворена је 6. јула 1930. године. Болнице је имала 780 постеља, a за управника је постављен др Сава Поповић. Својим радом и залагањем допринео је реорганизацији Главне војне болнице. Сама иницијатива за оснивање ове установе потекла је од Министарства војске и морнарице и од начелника војног санитета генерала др Јордана Стајића. Др Сава Поповић одржао је говор у коме је истакао заслуге начелника санитета др Михаила Марковића, др Симе Карановића и санитетског пуковника др Романа Сондермајера којима су откривене бисте и спомен плоче у болници. Управник болнице био је до 1933. године. Након тога постаје начелник санитета у Министарству, одакле је отишао у пензију. Преминуо је у свом стану у Светосавској улици у Београду 20. октобра 1944. године.
Стекао је чин санитетског генерала и велики број наших и страних високих одликовања. Поред редовних дужности, био је активан члан Српског лекарског друштва, Црвеног крста, као и уредник Војно-санитетског гласника од 1933-1936. године.
Његове "Ратне успомене" и "Ратне забелешке", као и други његови службени списи, која су драгоцена грађа за историју нашег војног санитета предати су Музеју Српског лекарског друштва.